# Anders Wilgotson
Per Anders Wilgotson (* 30. September 1950 in Borås) ist ein ehemaliger schwedischer Ruderer. Er gewann 1983 Weltmeisterschaftsbronze im Vierer ohne Steuermann.
Der 1,87 m große Anders Wilgotson belegte 1979 zusammen mit Anders Larson im Zweier ohne Steuermann den neunten Platz bei den Weltmeisterschaften. 1980 erreichten die beiden das A-Finale bei den Olympischen Spielen in Moskau und ruderten auf den sechsten Platz. Bei den Weltmeisterschaften 1982 belegten sie den zehnten Platz.
1983 bildeten Anders Wilgotson, Hans Svensson, Lars-Åke Lindqvist und Anders Larson einen Vierer. Bei den Weltmeisterschaften in Duisburg siegte das Boot aus der BRD vor dem Boot aus der Sowjetunion. Vier Sekunden dahinter gewannen die Schweden die Bronzemedaille mit fast einer Sekunde Vorsprung auf das Boot aus der DDR. Bei den Olympischen Spielen 1984 in Los Angeles trat der schwedische Vierer in der Vorjahresbesetzung an und belegte den sechsten Platz. Nach zwei Jahren Pause nahm Wilgotson 1987 noch einmal im Vierer an den Weltmeisterschaften in Kopenhagen teil und belegte den zehnten Platz.
Anders Wilgotson heiratete die schwedische Ruderin und Olympiateilnehmerin Carina Gustavsson.